# Margaret Dumont
Margaret Dumont (ur. 20 października 1882, zm. 6 marca 1965) – amerykańska aktorka.

## Filmografia
- 1923: Wrogowie kobiet jako Francuska piękność
- 1933: Kacza zupa jako Pani Teasdale
- 1935: Noc w operze jako pani Claypool
- 1936: Anything goes jako pani Wentworth
- 1937: Dzień na wyścigach jako Pani Emily Upjohn
- 1942: Born to Sing jako Pani E. V. Lawson
- 1943: Flip i Flap: Nauczyciele tańca jako Louise Harlan
- 1944: Ślicznotki w kąpieli jako pani Allenwood
- 1952: Troje do sypialni C jako Pani Agnes Hawthorne
- 1964: Pięciu mężów pani Lizy jako Pani Foster